# Liste der Einträge im National Register of Historic Places im Fayette County (Iowa)

Lage des Fayette County in Iowa

Die Liste der Einträge im National Register of Historic Places im Fayette County in Iowa führt die Bauwerke und historischen Stätten im Fayette County auf, die in das National Register of Historic Places aufgenommen wurden.
| [ 2 ] | Name                                                              | Bild                                                              | Eintragsdatum        | Lage                                                                                   | Ort         | Beschreibung |
| ----- | ----------------------------------------------------------------- | ----------------------------------------------------------------- | -------------------- | -------------------------------------------------------------------------------------- | ----------- | ------------ |
| 1     | Abraham Lincoln Statue and Park                                   | Abraham Lincoln Statue and Park                                   | 2000 ID-Nr. 00001197 | Mill Street Ecke Stone Street 43° 0′ 13″ N, 91° 39′ 53″ W                              | Clermont    |              |
| 2     | Bigler Building                                                   | Bigler Building                                                   | 1995 ID-Nr. 95000691 | 210 Mill Street 43° 0′ 1″ N, 91° 39′ 22″ W                                             | Clermont    |              |
| 3     | Chicago, Milwaukee, St. Paul and Pacific Railroad Company Depot   |                                                                   | 1978 ID-Nr. 78001219 | Nordwestlich von Fayette abseits des IA 150 42° 52′ 16″ N, 91° 46′ 59″ W               | Fayette     |              |
| 4     | Church of the Saviour Episcopal Church and David Henderson Statue | Church of the Saviour Episcopal Church and David Henderson Statue | 2000 ID-Nr. 00001196 | Mill Street Ecke Thompson Street 43° 0′ 10″ N, 91° 39′ 14″ W                           | Clermont    |              |
| 5     | Clermont Public School                                            | Clermont Public School                                            | 1995 ID-Nr. 95001316 | 505 Larrabee Street 42° 59′ 48″ N, 91° 39′ 11″ W                                       | Clermont    |              |
| 6     | College Hall                                                      | College Hall                                                      | 1976 ID-Nr. 76000770 | 200 East Clark Street 42° 50′ 30″ N, 91° 48′ 7″ W                                      | Fayette     |              |
| 7     | Eldorado Bridge                                                   | Eldorado Bridge                                                   | 1998 ID-Nr. 98000783 | Brücker der State Street über den Turkey River 43° 3′ 13″ N, 91° 50′ 5″ W              | Eldorado    |              |
| 8     | The Elgin Block                                                   |                                                                   | 2008 ID-Nr. 08000374 | 225-231 Center Street 42° 57′ 26,5″ N, 91° 37′ 36,7″ W                                 | Eldorado    |              |
| 9     | Fayette County Courthouse                                         | Fayette County Courthouse                                         | 1981 ID-Nr. 81000236 | Pine Street 42° 57′ 38″ N, 91° 48′ 21″ W                                               | West Union  |              |
| 10    | First Baptist Church of West Union                                | First Baptist Church of West Union                                | 1999 ID-Nr. 99001240 | Main Street Ecke Vine Street 42° 57′ 47″ N, 91° 48′ 30″ W                              | West Union  |              |
| 11    | Grimes Octagon Barn                                               | Grimes Octagon Barn                                               | 1986 ID-Nr. 86001428 | Abseits des IA 56 42° 56′ 10″ N, 91° 45′ 1″ W                                          | West Union  |              |
| 12    | Alfred Hanson House                                               | Alfred Hanson House                                               | 1984 ID-Nr. 84001252 | 403 North Frederick Avenue 42° 41′ 1″ N, 91° 54′ 46″ W                                 | Oelwein     |              |
| 13    | Hardware Building                                                 |                                                                   | 1977 ID-Nr. 77000516 | 223 Mill Street 42° 50′ 23″ N, 91° 39′ 25″ W                                           | Wadena      |              |
| 14    | Hobson Block                                                      | Hobson Block                                                      | 2008 ID-Nr. 08001042 | 110-114 South Vine Street 42° 56′ 32,5″ N, 91° 48′ 36″ W                               | West Union  |              |
| 15    | Hotel Mealey                                                      | Hotel Mealey                                                      | 1983 ID-Nr. 83000357 | 102 South Frederick Avenue 42° 40′ 37″ N, 91° 54′ 49″ W                                | Oelwein     |              |
| 16    | Maple View Sanitarium                                             | Maple View Sanitarium                                             | 1998 ID-Nr. 98000866 | 100 North Walnut Street 42° 57′ 41″ N, 91° 48′ 11″ W                                   | West Union  |              |
| 17    | Maynard Town Hall and Jail                                        |                                                                   | 1997 ID-Nr. 97001286 | 330 Weste Main Street 42° 46′ 42″ N, 91° 53′ 11″ W                                     | Maynard     |              |
| 18    | Mill Race Bridge                                                  |                                                                   | 1998 ID-Nr. 98000784 | Brücke der Pheasant Road über den Turkey River 43° 4′ 38″ N, 91° 53′ 19″ W             | West Union  |              |
| 19    | Montauk                                                           | Montauk                                                           | 1973 ID-Nr. 73000725 | Rund eine Meile nordöstlich von Clermont am U.S. 18 43° 0′ 49″ N, 91° 38′ 25″ W        | Clermont    |              |
| 20    | August Nus Polygonal Barn                                         |                                                                   | 1986 ID-Nr. 86001427 | County Road C2 42° 45′ 35″ N, 91° 38′ 23″ W                                            | Arlington   |              |
| 21    | Oelwein Public Library                                            |                                                                   | 1983 ID-Nr. 83004761 | 16 First Avenue 42° 40′ 41″ N, 91° 54′ 39,6″ W                                         | Oelwein     |              |
| 22    | Otter Creek Bridge                                                |                                                                   | 1998 ID-Nr. 98000781 | Brücke der 40th Street über den Otter Creek 42° 41′ 10″ N, 91° 56′ 49″ W               | Oelwein     |              |
| 23    | St. Luke’s School and Recreation Center                           |                                                                   | 2005 ID-Nr. 05000899 | 212 East Main Street 43° 4′ 1″ N, 91° 55′ 49″ W                                        | Saint Lucas |              |
| 24    | Stoe Creek Bridge                                                 |                                                                   | 1998 ID-Nr. 98000782 | Brücke der U Avenue über den Stoe Creek 42° 47′ 30″ N, 92° 0′ 8″ W                     | Oelwein     |              |
| 25    | Sumner Bridge                                                     |                                                                   | 1998 ID-Nr. 98000785 | Brücke der 160th Street über den Little Wapsipinicon River 43° 4′ 39″ N, 91° 53′ 21″ W | Sumner      |              |
| 26    | Twin Bridge                                                       | Twin Bridge                                                       | 1998 ID-Nr. 98000779 | Brücke der 130th Street über den Little Volga River 42° 50′ 4″ N, 91° 51′ 53″ W        | Fayette     |              |
| 27    | Union Sunday School                                               | Union Sunday School                                               | 1974 ID-Nr. 74000785 | McGregor Street Ecke Larrabee Street 43° 0′ 10″ N, 91° 39′ 25″ W                       | Clermont    |              |
| 28    | Vine Street Bridge                                                | Vine Street Bridge                                                | 1998 ID-Nr. 98000780 | Brücke der South Vine Street über den Otter Creek 42° 57′ 33″ N, 91° 49′ 9″ W          | West Union  |              |
| 29    | West Auburn Bridge                                                | West Auburn Bridge                                                | 1998 ID-Nr. 98000786 | Brücke der Neon Road über den Turkey River 43° 0′ 59″ N, 91° 52′ 43″ W                 | West Union  |              |